# مایکل پکا
مایکل پکا (انگلیسی: Michael Peca؛ زادهٔ ۲۶ مارس ۱۹۷۴) بازیکن هاکی روی یخ اهل کانادا است.
از باشگاه‌هایی که در آن بازی کرده‌است می‌توان به ونکوور کناکز و ادمونتون اویلرز اشاره کرد.